# Ла-Рошфуко-ан-Ангумуа
Ла-Рошфуко-ан-Ангумуа (фр. La Rochefoucauld-en-Angoumois) — муніципалітет у Франції, у регіоні Нова Аквітанія, департамент Шаранта. Ла-Рошфуко-ан-Ангумуа утворено 1 січня 2019 року шляхом злиття муніципалітетів Ла-Рошфуко i Сен-Проже-Сен-Констан. Адміністративним центром муніципалітету є Ла-Рошфуко. Населення — 4002 особи (01.01.2021).